# Чортковский замок
Чортковский замок — исторический замок возле Чорткова в Тернопольской области Украины на левом берегу реки Серет.

## История
Деревянное укрепление в этом месте было возведено ещё в конце XIV века первым владельцем этих мест — Ежи Чартковским. В 1597 году эти места перешли в собственность Станислава Гольского, и в 1610 году на месте разрушенного татарами укрепления был выстроен каменный замок. После смерти Станислава Гольского в 1612 году собственником замка стал его брат Ян Гольский, кастелян каменецкий. В 1618 году его вдова Софья передала замок брацлавскому воеводе Стефану Потоцкому, в собственности семьи которого он впоследствии находился около 100 лет. Новые владельцы построили во дворе замка дворец в ренессансном стиле.

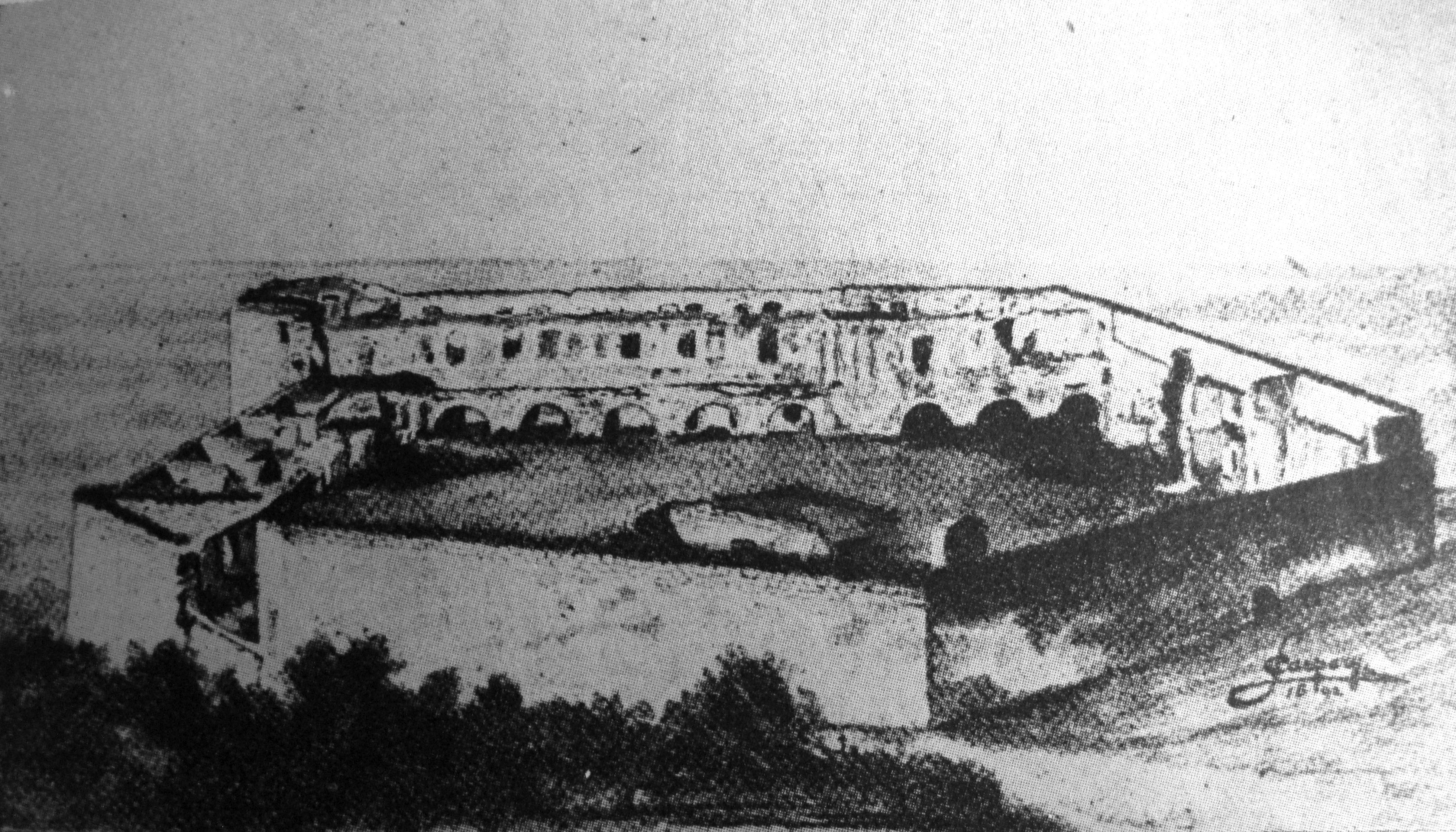
Чортковский замок, 1892 год

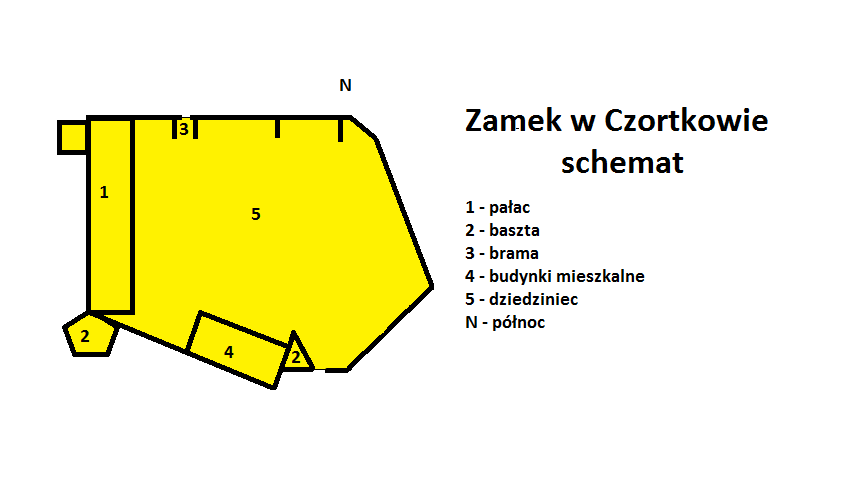
План замка

В 1648 году Чортков стал одним из центров восстания Хмельницкого, и замок был взят казаками Максима Кривоноса. В 1649 году казаки вновь взяли замок штурмом. Во время последовавшей за этим русско-польской войны замок в 1655 году несколько дней обороняли войска под командованием Петра Потоцкого, но затем он был взят русско-казацкими войсками.
В 1670 году замок был осаждён турками, и после перехода этих мест под власть Османской империи с 1672 по 1683 годы был резиденцией турецкого субпаши Чортковский нахии Подольского пашалыка, затем был взят войсками Анджея Потоцкого. По условиям Карловского конгресса (1698—1699) 16 января 1699 года Чортков передан Речи Посполитой.
В 1750 году замок перешёл от Потоцких к Врублевским, а затем — к Садовским, которые устроили там в 1809 году склад табака, а впоследствии стали сдавать в аренду австрийским властям. С 1815 года в замке разместилась городская тюрьма, в которой в 1863 году австрийцы разместили интернированных в Галиции участников январского восстания в Российской империи.

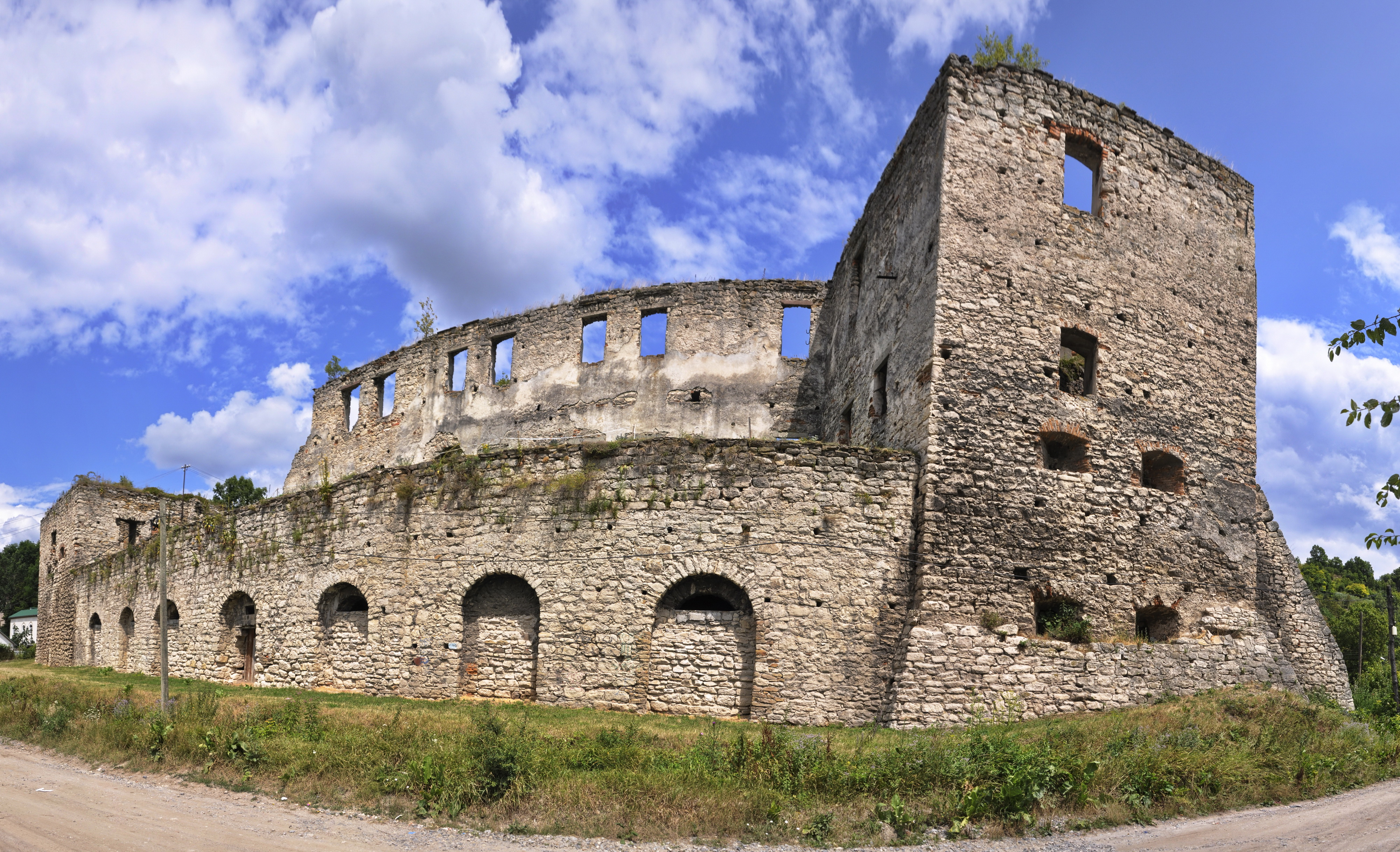
Современный вид

Последний владелец замка — Иероним Садовский — перед смертью в 1895 году завещал всё своё имущество на благотворительность; его душеприказчиком стал Орден сестёр милосердия в Старом Чорткове. В 1937 году замок был куплен Подольским туристическо-краеведческим товариществом, которое произвело частичную реконструкцию замка.
В советское время реставрацией замка никто не занимался и сооружение начало приходить в упадок, постепенно превращаясь в руину.
В 2010 году чортковский замок вошел в состав историко-архитектурного заповедника «Замки Тернопольщины». С этого времени в замке проводятся реставрационные работы.
В 2011-2012 годах были почищены наружные стены, заложены камнями входы в цокольный этаж дворца.
В 2020 году Чортковский замок вошёл в президентскую программу «Большая реставрация». Проектом предусмотрено воспроизведение стены дворцовой части, двух башен и накрытие их аутентичной испанской черепицей.